# Basura Muzik Vol.1
Basura Musik Vol.1 è il primo mixtape di Hell Raton, pubblicato il 30 agosto 2011 dalla Machete Productions e Kick Off! Recordz.

## Descrizione
Anticipato dal video del brano Multicultural, il disco si compone di 16 tracce e contiene il brano Machete Flow, originariamente contenuto nel primo album in studio di Salmo, The Island Chainsaw Massacre, alcune di queste tracce anche sono state pubblicate su YouTube. 

## Tracce
1. Intro (feat. DJ Slait) – 1:56
2. Santa Rabia – 2:35
3. Rateros (feat. Lyrikris) – 2:38
4. Ganja Lover – 0:43
5. Guerrilla Urbana – 2:23
6. You Can't Play The Player (feat. Big Foot) – 3:09
7. Puta dime che me amas – 2:55
8. Worldwide Shit (feat. Killaboy, Naxet) – 3:22
9. Burn 'Em All (feat. Scascio) – 2:58
10. Basura Musik – 1:50
11. Machete Flow (feat. Salmo) – 4:21
12. Vida Machete – 3:00
13. Los Tres Moros (feat. Enigma, Kill Mauri) – 3:26
14. Solo Por Un Avion – 1:53
15. Verdades Made in Italy – 2:56
16. Multicultural – 3:15

## Formazione

### Musicisti
- Hell Raton - voce
- Lyrikris - voce aggiuntiva (traccia 3)
- Big Foot - voce aggiuntiva (traccia 6)
- Killaboy - voce aggiuntiva (traccia 8)
- Naxet - voce aggiuntiva (traccia 8)
- Scascio - voce aggiuntiva (traccia 9)
- Salmo - voce aggiuntiva (traccia 11)
- Enigma - voce aggiuntiva (traccia 13)
- Kill Mauri - voce aggiuntiva (traccia 13)

### Produzioni
- Salmo - produzione, master
- DJ Slait - scratch, missaggio
- Dimoz (Mitia P) - produzione, master